# 马尔谢勒波
马尔谢勒波（法語：Marchélepot，法語發音：[maʁʃelpo]）是法国上法蘭西大區索姆省的一个旧市镇，属于佩罗讷区。2019年，马尔谢勒波与市镇米斯里合并为新市镇马尔谢勒波-米斯里，马尔谢勒波为新市镇行政中心。

## 地理
马尔谢勒波（49°50'4"N, 2°51'57"E）面积5.27 平方千米，位于法国上法蘭西大區索姆省，该省份为法国北部沿海省份，北起加来海峡省和北部省，西接滨海塞纳省和大西洋英吉利海峡，南至瓦兹省，东临埃纳省。
与马尔谢勒波接壤的市镇（或旧市镇、城区）包括：阿布兰库尔-普雷苏瓦尔、弗雷讷-马藏库尔、大扬库尔、利库尔、米斯里、奥米耶库尔、佩尔坦。
马尔谢勒波的时区为UTC+01:00、UTC+02:00（夏令时）。

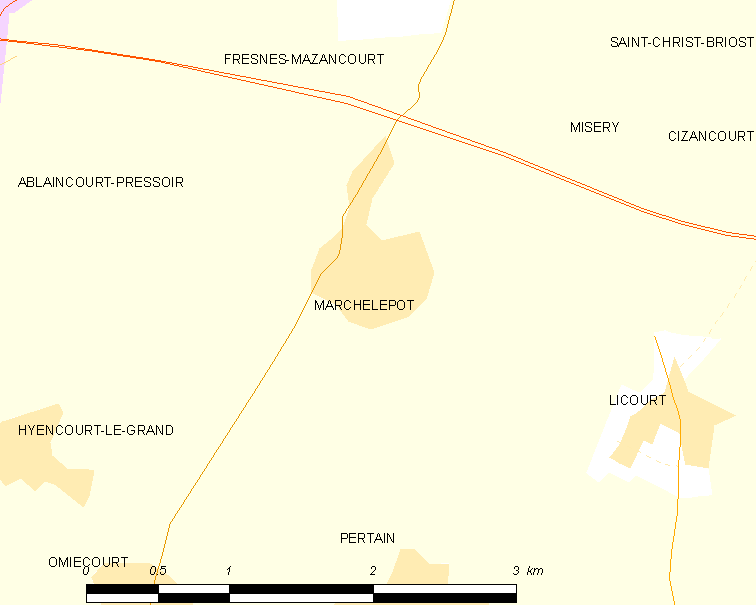
马尔谢勒波的OSM定位图

## 行政
马尔谢勒波的邮政编码为80200，INSEE市镇编码为80509。

## 政治
马尔谢勒波所属的省级选区为阿姆县。

## 人口

1962-2008年间马尔谢勒波人口变化图示

马尔谢勒波于2018年1月1日时的人口数量为466人。